# Sociedad Danesa de Mujeres

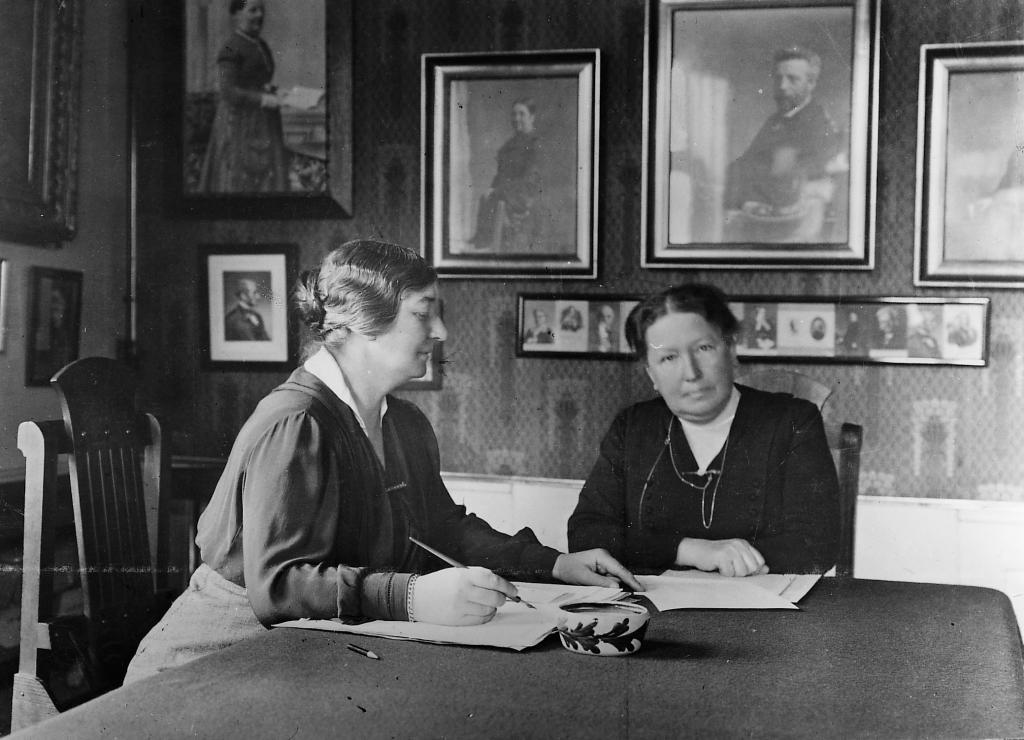
Julie Arenholt y Gyrithe Lemche en 1922. Ambas encabezaron la Sociedad Danesa de Mujeres.

La Sociedad Danesa de Mujeres o DWS ( en danés: Dansk Kvindesamfund    ) es la organización de derechos de la mujer más antigua de Dinamarca. Fue fundada en 1871 por Matilde Bajer y su esposo Fredrik Bajer, miembro del Parlamento y galardonado con el Premio Nobel de la Paz de 1908. Publica la revista de mujeres más antigua del mundo, Kvinden & Samfundet (Mujer y sociedad), fundada en 1885. La Sociedad Danesa de Mujeres es miembro de la Alianza Internacional de Mujeres . 

## Historia
Fundada en 1871, la organización fue inspirada por Matilde Bajer representante local danesa de la Asociación Internacional de Mujeres en la rama local danesa de la Asociación Internacional de Mujeres y el interés de su esposo en la emancipación de las mujeres. La Sociedad de Mujeres se propuso brindar apoyo organizado a las mujeres de clase media. Desde el principio, no tuvo afiliación política. Se esforzó por mejorar el estado espiritual y económico de las mujeres, haciéndolas más independientes y proporcionando una base mejorada para el autoempleo. Inicialmente, el foco estaba en el acceso de las mujeres a la educación y en autorizar a las mujeres casadas a tener acceso a sus propios recursos financieros.

### 1871-1906
En 1872, DWS abrió una escuela de capacitación para mujeres, Dansk Kvindesamfund Handelsskolen, seguida en 1874 de una escuela dominical para mujeres trabajadoras, Søndagsskolen para Kvinder, y en 1895 de una escuela de arte para mujeres, Tegneskolen para Kvinder.

### 1906-1940
En 1906 la organización inició su etapa sufragista reivindicando del derecho al voto de las mujeres. Esto condujo a cambios constitucionales en 1915, dando a las mujeres el derecho a votar en las elecciones al Rigsdag (parlamento nacional). Se prestó especial atención a la igualdad de empleo y a las mejoras generales en las condiciones de las mujeres y los niños. En 1919, esto condujo a una legislación que mejora los salarios de las mujeres en el servicio público y en 1921 a la igualdad de acceso de mujeres y hombres a cargos públicos.
Entre las dos guerras mundiales, se tomaron medidas para evitar el despido de mujeres embarazadas en el sector público y para pedir reformas que brinden posibilidades a las mujeres embarazadas para dar a luz, evitando así los abortos. Como resultado, se establecieron centros de asistencia para madres ( mødrehjælpsinstitutioner ) en todo el país.

### 1940-1950
Bajo la ocupación alemana, DWS ayudó a establecer Danske Kvinders Beredskab, una organización dedicada a la defensa civil y la preparación, que cubre la atención médica y la evacuación durante los bombardeos. Se prestó atención a las mujeres sin trabajo y los problemas sociales de las mujeres solteras.
Después de las elecciones de 1943 en las que solo dos mujeres fueron elegidas para el Folketing, (parlamento unicameral de Dinamarca) se hicieron esfuerzos para alentar una representación más amplia. La acción de llamar a mujeres sacerdotes llevó a reformas legislativas en 1947.

### 1950-1970
En las décadas de 1950 y 1960, la principal preocupación era la política social, especialmente en relación con las madres solteras. También se brindó apoyo a las amas de casa que regresaron a sus hogares y a la capacitación de mujeres que habían estado sin trabajo durante algún tiempo. También hubo llamadas para más jardines de infantes.

## Presidentas
Han asumido la presidencia de la Sociedad Danesa de Mujeres a lo largo de los años:
- Matilde Bajer (1871)
- Severine Casse (1871–1872)
- Caroline Testman (1872–1883)
- Marie Rovsing (1883–1887)
- Kirstine Frederiksen (1887–1894)
- Jutta Bojsen-Møller (1894–1910)
- Astrid Stampe Feddersen (1912–1918)
- Julie Arenholt (1918–1921)
- Gyrithe Lemche (1921–1922)
- Karen Hessel (1922–1924)
- Elisa Petersen (1924–1931)
- Marie Hjelmer (1931–1936)
- Edel Saunte (1936–1941)
- Andrea Hedegaard (1941–1943)
- Ingrid Larsen (1943–1947)
- Margrethe Petersen (1947–1948)
- Erna Sørensen (1948–1951)
- Hanne Budtz (1951–1956)
- Karen Rasmussen (1956–1958)
- Lis Groes (1958–1964)
- Inger Wilfred Jensen (1963–1966)
- Nathalie Lind (1966–1968)
- Eva Hemmer Hansen (1968–1971)
- Grete Munk (1971–1974)
- Grethe Fenger Møller (1974–1981)
- Jytte Thorbek (1981–1983)
- Helle Jarlmose (1983–1987)
- Lene Pind (1987–1991)
- Benthe Stig (1991–1993)
- Brita Foged (1993–1995)
- Lenie Persson (1995–1999)
- Karen Hallberg (1999-2011)
- Lisa Holmfjord (2011–presente)